# L'Année de tous les dangers (film)
Pour les articles homonymes, voir L'Année de tous les dangers.
Pour plus de détails, voir Fiche technique et Distribution.
L'Année de tous les dangers (The Year of Living Dangerously) est un film australo-américain réalisé par Peter Weir et sorti en 1982.
Le film raconte l'histoire d'un correspondant australien, Guy Hamilton (Mel Gibson), en Indonésie juste avant la tentative de putsch du 30 septembre 1965 et les gigantesques massacres qui l'ont suivie. Il met également en scène son histoire d'amour avec une assistante anglaise d'ambassade, Jill Bryant (Sigourney Weaver).
Le film est présenté au festival de Cannes 1983 et a été salué pour la performance de l'actrice Linda Hunt, travestie en homme pour le rôle de Billy Kwan, qui lui a notamment valu l'Oscar de la meilleure actrice dans un second rôle.

## Synopsis
Guy Hamilton est un jeune journaliste nouvellement nommé correspondant pour un réseau australien à Jakarta. À son arrivée, il rencontre le petit cercle des expatriés : des correspondants anglais, américains et néo-zélandais, du personnel diplomatique et un nain sino-australien doté d'une grande intelligence et d'un sens moral aigu, Billy Kwan. Les débuts de Guy sont difficiles car son prédécesseur, fatigué de vivre en Indonésie, est parti sans le présenter à ses contacts. Il reçoit par ailleurs assez peu de soutien de ses confrères journalistes qui sont en compétition pour récupérer des morceaux d'information du gouvernement de Soekarno, du parti communiste indonésien (PKI) et des conservateurs musulmans de l'armée. C'est finalement Kwan qui se prend d'amitié pour Guy et l'aide à rencontrer les personnalités-clefs de la politique locale.
Kwan présente également Guy à Jill Bryant, une jeune et jolie assistante travaillant à l'ambassade britannique. Kwan est un ami proche de Jill et la manipule pour qu'elle fréquente Guy. Après avoir résisté au journaliste australien au motif qu'elle doit repartir au Royaume-Uni, Jill finit par tomber amoureuse. Après avoir découvert que les communistes chinois sont en train d'armer le PKI, Jill passe l'information à Guy, puis, appréhendant le danger, lui propose de prendre l'avion dans lequel elle compte quitter le pays. Celui-ci se met alors en tête de couvrir la rébellion communiste qui se déclenchera au moment où les armes atteindront Jakarta. Choqués par cette décision dangereuse, Kwan et Jill s'éloignent du journaliste qui se retrouve avec le journaliste américain Pete Curtis et son assistant et chauffeur, Kumar, qui appartient secrètement au PKI. Ce dernier est néanmoins loyal à Guy et essaie de lui ouvrir les yeux sur ce qui est train de se produire.
Plus tard, Kwan, bouleversé par le décès, par manque de soins, d'un enfant dont il assurait la subsistance, se révolte contre l'échec de Soekarno à répondre aux besoins du peuple indonésien. Il décide alors de déployer une banderole sur l'hôtel Indonesia pour exprimer son indignation, au moment de l'arrivée de Soekarno. Il est alors défenestré par des hommes de la sécurité. Il meurt dans les bras de Guy et sous les yeux de Jill. Toujours à la recherche d'un scoop, Guy se rend au palais présidentiel, alors que les généraux, ayant appris le projet de livraison d'armes, ont ordonné l'exécution des insurgés communistes. Un officier indonésien frappe le journaliste avec sa crosse de fusil, ce qui provoque un décollement de rétine menaçant de le rendre aveugle s'il n'est pas soigné d'urgence.
Se reposant seul dans la maison de Kwan, Guy se remémore un passage du Bhagavad-Gītā que Billy lui a dit : « All is clouded by desire. » (« Tout est obscurci par le désir. ») Kumar lui rend visite et lui confirme que le coup d'État communiste a échoué et que l'armée a pris le pouvoir. Guy l'implore alors de le conduire à l'aéroport. En catastrophe, il retrouve Jill dans l'avion qui s'apprêtait tout juste à quitter Jakarta, laissant derrière eux un pays à feu et à sang.

## Fiche technique
- Titre français : L'Année de tous les dangers
- Titre original : The Year of Living Dangerously
- Réalisation : Peter Weir
- Scénario : Peter Weir, David Williamson et Christopher Koch, d'après le roman L'Année de tous les dangers de Christopher Koch
- Direction artistique : Herbert Pinter
- Costumes : Terry Ryan
- Maquillages : Judy Lovell
- Photographie : Russell Boyd et John Seale (seconde équipe)
- Effets spéciaux : Danny Dominguez
- Son : Ron Purvis et Andrew Steuart (montage son)
- Montage : William M. Anderson (en)
- Musique : Maurice Jarre
- Production : Jim McElroy
- Sociétés de production : McElroy & McElroy et MGM
- Sociétés de distribution : Chapel Distribution (Australie), MGM (États-Unis), CIC (France)
- Budget : Entre 6 et 13 millions de dollars[2],[1]
- Pays d'origine :  Australie,  États-Unis
- Langues originales : anglais, indonésien, filipino, tagalog
- Genre : Drame, romance et guerre
- Durée : 115 minutes
- Format : Couleurs – Panavision (anamorphic) 35 mm - 2,35:1
- Dates de sortie[3] :
  - Australie : 17 décembre 1982
  - États-Unis : 21 janvier 1983
  - France : 1er juin 1983
- Classification[4] :
  - États-Unis : PG
  - Australie : M

## Distribution
- Mel Gibson (VF : Claude Giraud) : Guy Hamilton
- Sigourney Weaver (VF : Annie Bertin) : Jill Bryant
- Linda Hunt (VF : Micheline Bona) : Billy Kwan
- Michael Murphy (VF : Bernard Tiphaine) : Pete Curtis
- Bill Kerr (VF : Jean Davy) : le colonel Henderson
- Noel Ferrier (en) (VF : Jacques Dynam) : Wally O'Sullivan
- Bembol Roco (en) (VF : Med Hondo) : Kumar
- Paul Sonkkila (en) (VF : Roger Lumont) : Kevin Condon
- Mike Emperio : Soekarno

## Production
Peter Weir devance d'une journée Jim McElroy dans l'achat des droits du roman. Ils décident finalement de collaborer sur le projet d'adaptation. Un temps, le réalisateur Phillip Noyce avait également envisagé de réaliser le film. À l'origine, l'acteur David Atkins devait jouer le rôle de Billy Kwan avant de quitter le projet. Joel Grey, Bob Balaban et Wallace Shawn ont auditionné pour le rôle. Faute d'avoir trouvé un acteur pour jouer le rôle, Weir le propose à une actrice, Linda Hunt.
Financé à hauteur de 6 000 000 $ par la MGM, L'Année de tous les dangers est, à l'époque, l'un des films australiens les plus chers jamais produit et marque la première coproduction entre l'Australie et un studio hollywoodien. Auparavant, c'est CBS Films qui devait financer le projet mais la société s'est finalement désistée (c'est à ce moment que le scénariste David Williamson rejoint le projet). Originellement prévu pour être filmé à Jakarta, le film ne reçoit pas l'autorisation de tournage et est majoritairement filmé aux Philippines. De fait, la plupart des dialogues des locaux sont en filipino, voire en tagalog, et non en indonésien.
Lors d'une scène d'action réaliste, des coups de feu réels sont tirés. De plus, des menaces de mort proférées à l'encontre de Peter Weir et de Mel Gibson, par des personnes persuadées que le film était anti-musulmans, ont forcé la production à se déplacer en Australie. À propos de ces menaces, Gibson déclare : « Ce n'était pas si terrible. C'est sûr que nous en avons reçu beaucoup mais je me dis que quand on en reçoit tant, ça présage que rien ne va se passer. Je veux dire, s'ils veulent nous tuer, pourquoi prévenir ? »

## Musique
Outre la musique composée par Maurice Jarre, le film utilise largement L'Enfant, une chanson de Vangelis sortie en 1978 dans l'album Opéra sauvage, piste initialement choisie pour figurer dans le film Les Chariots de feu, mais qui est remplacée par le désormais célèbre thème du film.
Autre moment fort, Beim Schlafengehen, l'un des 4 derniers lieds de Richard Strauss par Kiri Te Kanawa (London Symphonic Orchestra / A. Davis / CBS) (et non September, comme souvent indiqué). Et aussi White Cliff of Dover par Vera Lynn (EMI) ; Whole Lotta Shaking Goin' On par Jerry Lee Lewis (Sun Record) ; Long Tall Sally par Little Richard (Vee Jar Rec.) ; Beautiful Ohio Waltz par Franck Bourke (F. Bourke Rec.) ; Be-bop-a-lula par Gene Vincent (Capitol Rec.) ; Ain't That Lovin' You Baby par Jimmy Reed (Vee Jay Rec.) ; Tutti-Frutti par Little Richard (Vee Jay Rec.). Gamelan Orchestra, section musique, Université de Sydney. (Réf. : générique final)

## Sortie et accueil

### Critique
Le film est présenté au festival de Cannes 1983 où il a été bien reçu par les critiques.
Roger Ebert a accordé au film une note de quatre étoiles sur quatre et a loué la performance de Linda Hunt : « Billy Kwan est joué, incroyablement, par une femme — Linda Hunt, une actrice de théâtre new-yorkaise qui entre tellement pleinement dans son rôle qu'on ne se rend jamais compte qu'elle n'est pas un homme. C'est une grande performance d'actrice, de transformation d'une personne en une autre. » Dans sa critique pour le New York Times, Vincent Canby fait l'éloge de la prestation de Mel Gibson : « Si ce film ne fait pas de M. Gibson (Gallipoli, Mad Max) une star internationale, rien d'autre ne le pourra. Il possède à la fois le talent nécessaire et la présence à l'écran. » Cependant, Richard Corliss du magazine Time écrit : « Dans sa tentative de mêler ses préoccupations avec le scénario du roman de 1978 de C.J. Koch, Weir a peut-être embarqué trop d'imagerie et d'information dans son film... Le scénario semble bloqué dans des coïncidences de la vie réelle ; les personnages n'amènent que rarement le spectateur à porter la main sur son cœur ou ses lèvres. » Dans sa critique pour le Washington Post, Gary Arnold juge que malgré de nombreux défauts, notamment un manque de cohérence narrative, le film n'en distille pas moins une atmosphère fascinante. Le magazine Newsweek estime quant à lui que le film est « un échec gênant car il gaspille tant de riches possibilités ».

### Box-office
Le film a rapporté 2 393 000 $ en Australie et 10 278 575 $ aux États-Unis.

### Sortie en Indonésie
Le film a été interdit en Indonésie jusqu'en 1999, car il montrait par quel concours de circonstances tumultueux et sanglant le dictateur Soeharto était arrivé au pouvoir. Le titre du film (et du roman) fait d'ailleurs référence à une citation de Soeharto qui avait qualifié l'année 1965 de « Tahun Vivere Pericoloso » (littéralement « année du vivre dangereux » dans un italien approximatif). Pendant la phase de production, le titre était simplement Living Dangerously. Le film fut finalement diffusé pour la première fois le 6 novembre 2000.

## Distinctions
Sauf indication contraire, les informations mentionnées dans cette section peuvent être confirmées par la base de données cinématographiques IMDb,  présente dans la section « Liens externes ».

### Récompenses
- Australian Film Institute Awards 1983 :
  - Meilleure actrice dans un second rôle pour Linda Hunt
  - Prix du jury pour Linda Hunt
- National Board of Review 1983 : meilleure actrice dans un second rôle pour Linda Hunt
- Los Angeles Film Critics Association 1983 : meilleure actrice dans un second rôle pour Linda Hunt
- New York Film Critics Circle 1983 : meilleure actrice dans un second rôle pour Linda Hunt
- Kansas City Film Critics Circle 1983 : meilleure actrice dans un second rôle pour Linda Hunt
- Boston Society of Film Critics 1984 : meilleure actrice dans un second rôle pour Linda Hunt (à égalité avec Mia Farrow pour Zelig)
- Prix des critiques de cinéma espagnols 1984 : meilleur film étranger
- Oscars 1984 : meilleure actrice dans un second rôle pour Linda Hunt

### Sélection
- Festival de Cannes 1983 : sélection officielle en compétition

### Nominations
- Australian Film Institute Awards 1983  :
  - Meilleur film
  - Meilleur acteur pour Mel Gibson
  - Meilleurréalisateur pour Peter Weir
  - Meilleur scénario adapté pour Peter Weir, David Williamson et Christopher Koch
  - Meilleure photographie pour Russell Boyd
  - Meilleure musique pour Maurice Jarre
  - Meilleurs costumes pour Terry Ryan
  - Meilleur montage pour William M. Anderson
  - Meilleure direction artistique pour Herbert Pinter et Wendy Stites
  - Meilleur son pour Jeanine Chiavlo, Peter Fenton, Lee Smith et Andrew Steuart
- Golden Globes 1984 : meilleure actrice dans un second rôle pour Linda Hunt
- Writers Guild of America 1984 : meilleur scénario adapté pour Peter Weir, David Williamson et Christopher Koch

## Analyse
Le film s'inscrit dans un cycle de films des années 1980 ayant pour thème le correspondant de guerre (Salvador, Under Fire, Le Faussaire, Cry Freedom, La Déchirure...). Le film présente le coup d'État militaire comme une réaction à la tentative de révolution du PKI, ce qui correspond à la théorie officielle. Cependant, d'autre théories expliquant le mouvement du 30 septembre 1965 existent et ne sont pas présentées dans le film. Par exemple, une étude, le Cornell Paper, évoque une affaire militaire interne. La CIA et le MI6 sont également parfois accusés d'avoir prêté main-forte à Soeharto pour qu'il puisse prendre le pouvoir.